# Poliptyk augustiański
Poliptyk augustiański – pierwotnie ołtarz główny kościoła św. Katarzyny wchodzącego w skład zespołu klasztornego OO. augustianów na Kazimierzu w Krakowie (stąd nazwa dzieła). Do dziś z poliptyku zachowało się trzynaście obrazów przedstawiających dwa cykle: sceny z życia Chrystusa i Marii. Obrazy namalował krakowski malarz Mikołaj Haberschrack. Jest to jedno z cenniejszych dzieł gotyckiego malarstwa tablicowego w Polsce z 2. połowy XV wieku.

## Dzieje
Dzięki źródłom archiwalnym wiadomo o tym dziele stosunkowo dużo. Inicjatorami powstania dzieła byli kazimierscy augustianie, którzy aktywnie uczestniczyli w rozwoju krakowskiego malarstwa tablicowego. 
Dnia 22 kwietnia 1468 Mikołaj Haberschrack zatwierdził kontrakt zawarty z konwentem, w którym zakonnicy zlecili wykonanie obrazów do ołtarza. Na podstawie zachowanych elementów można przypuszczać, iż poliptyk był monumentalnym retabulum ołtarzowym. Dzieło to miało być wykonane szybko, bo w ciągu pięciu miesięcy – według kontraktu ad festum sancti Michaelis proxime, czyli do 28 września 1468. Na podstawie informacji źródłowych nie da się stwierdzić, czy artysta dostosował się do terminu. Jeśli tak było, to ze względu na krótki czas Haberschrack musiał malowane kwatery wykonywać przy udziale większej ilości pomocników ze swojego warsztatu, zaś materiały i podobrazia miał uprzednio przygotowywane. Przypuszcza się, że kontrakt z 1468 był umową dodatkową, sankcjonującą w sposób ostateczny nieznane wcześniejsze kontrakty, oraz ustalającą termin ukończenia dzieła. 
Poliptyk augustiański był thabule magna – ołtarzem głównym kościoła klasztornego. Znajdował się tam do czasów nowożytnych, kiedy to zakonnicy postanowili zlecić wykonanie kolejnych ołtarzy: w XVI wieku ołtarza z obrazami Jana Goraja, a później obecnego monumentalnego ołtarza w stylu wczesnego baroku. Natomiast dawny poliptyk gotycki mógł zostać rozebrany już w XVI wieku, zaś kwatery przeniesiono do katedry na Wawelu oraz na krużganki klasztoru augustianów; zawieszone na ścianach obrazy ze scenami pasyjnymi, pełniły rolę stacji Męki Pańskiej. 
Zachowane kwatery dawnego retabulum zostały nabyte przez Muzeum Narodowe w Krakowie. Obecnie eksponowane są w pałacu Erazma Ciołka przy ul. Kanoniczej w Krakowie.

Wypędzenie przekupniów ze świątyni, Modlitwa w Ogrojcu i Naigrawanie – obrazy z poliptyku augustiańskiego
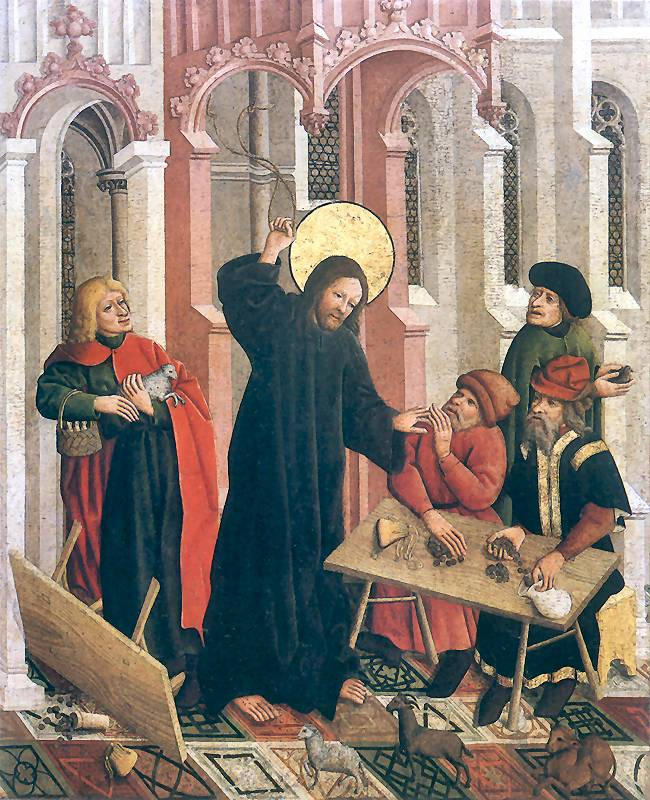
Wypędzenie przekupniów ze świątyni
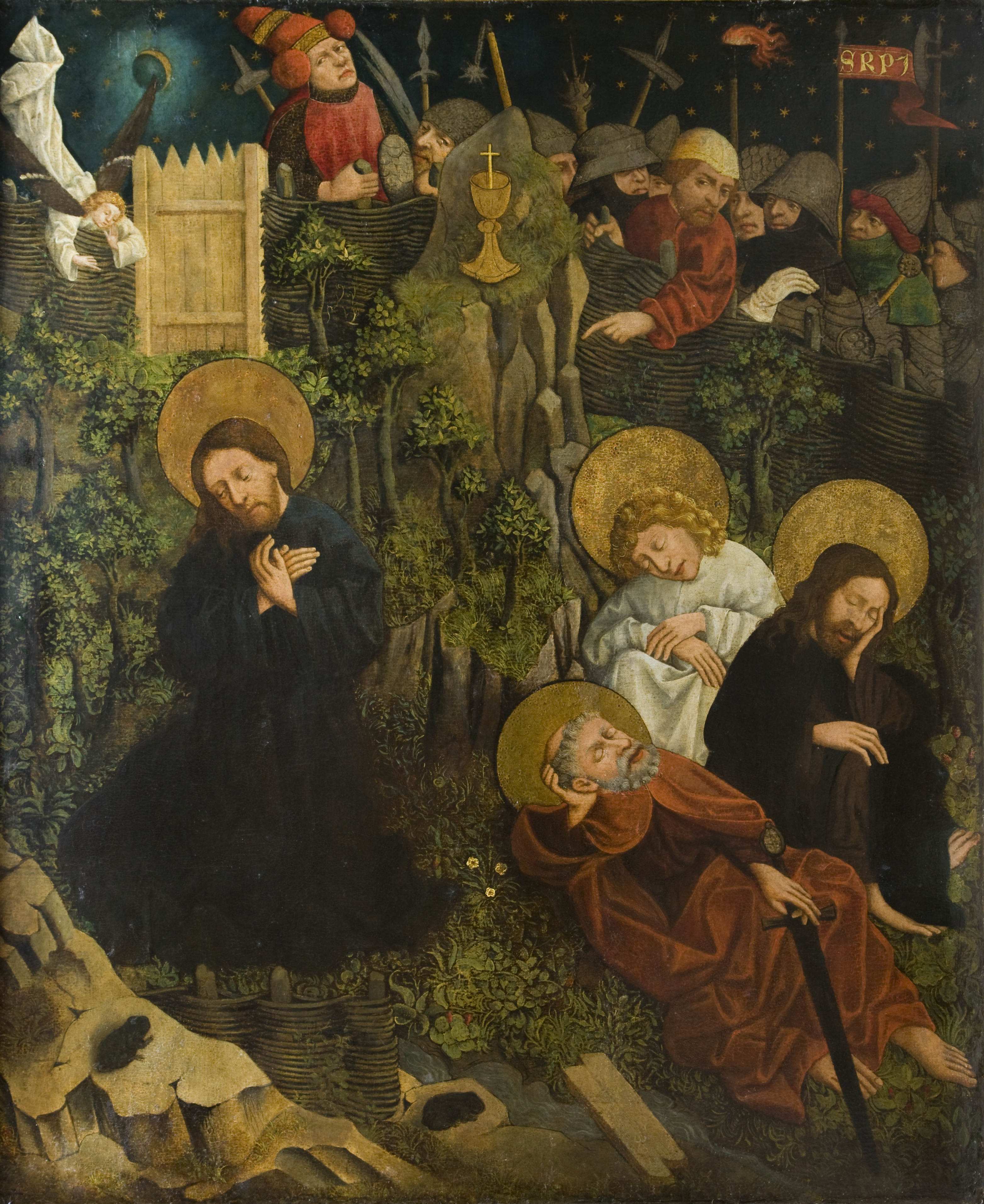
Modlitwa w Ogrojcu
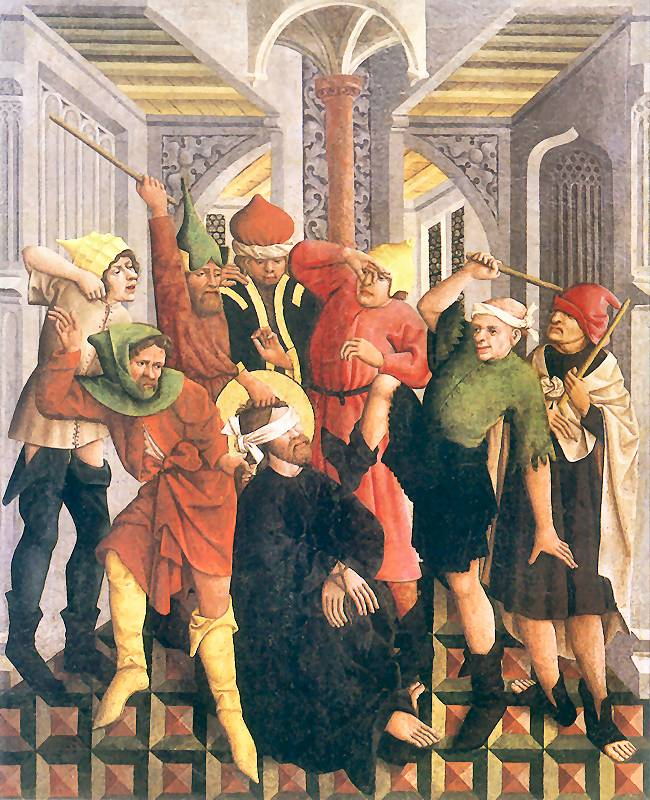
Naigrawanie Chrystusa

## Wygląd
Do dziś zachowały się: trzynaście obrazów oraz fragment kolejnego, przedstawiającego Prezentację Marii w świątyni. Stan zachowania malowideł tych jest różny. Najbardziej uszkodzone są sceny Zwiastowania Św. Annie, oraz Obrzezania. Obraz ze sceną Pokłonu Trzech króli zawiera uszkodzenia, które naruszyły jedynie dolną część kompozycji. Reszta obrazów zachowała się w całości.

### Ołtarz otwarty

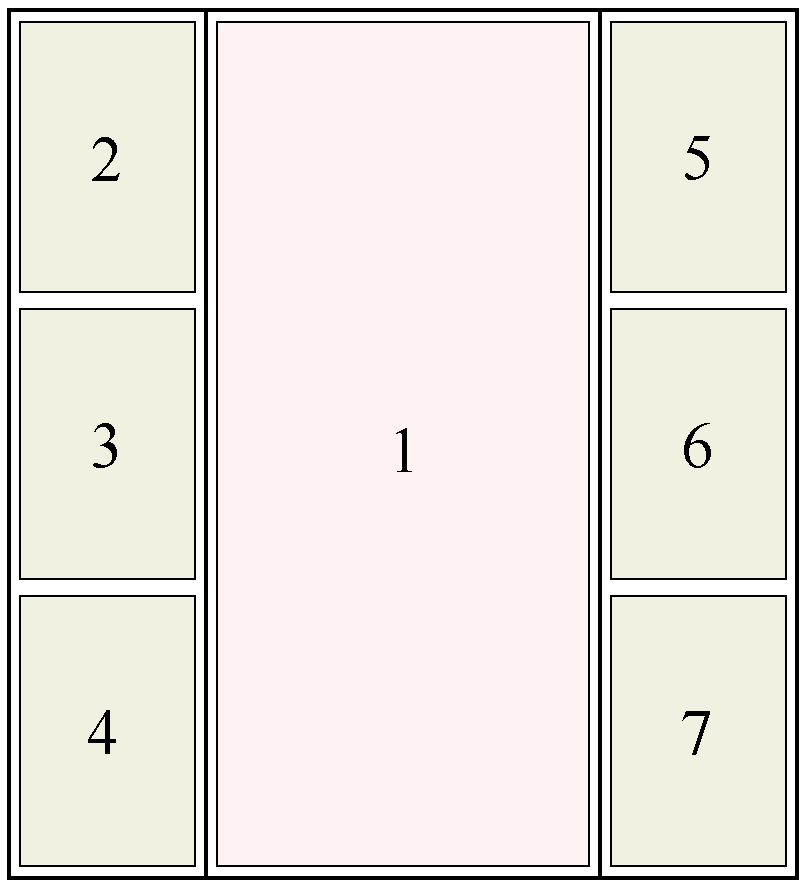
Rekonstrukcja ołtarza otwartego (według Jerzego Gadomskiego)

Rekonstrukcja ołtarza otwartego (według Jerzego Gadomskiego):
- 1. ?
- 2. Zwiastowanie Annie. Na podstawie zachowanych fragmentów można odczytać, iż scena rozgrywa się we wnętrzu kaplicy, w której Święta Anna Samotrzecia w pozie modlitewnej zwraca się do anioła unoszącego się nad mensą ołtarzową.
- 3. Prezentacja Marii w świątyni. W zachowanej części obrazu widoczne są: grupa ludzi, która miała otaczać główną część sceny, oraz fragment wnętrza z kolumną ozdobioną kapitelem z motywem roślinnym.
- 4. Pokłon Trzech Króli. W podniszczonej stajence siedzi Maria z Dzieciątkiem, zaś królowie ubrani w pełnych splendoru strojach stoją na czele orszaku zmierzającego do Betlejem. Za nimi widoczny jest rozległy górzysty krajobraz z kościołem. Uwagę przykuwa wnikliwe opracowanie dekoracji szat monarchów, o wyszukanych motywach roślinnych i ornamentalnych, przez co prozaiczna scena wzbogacona jest dworską i nieco egzotyczną atmosferą.
- 5. Obrzezanie. W zachowanych fragmentach widać kapłanów oraz Marię z Józefem, niewidoczne jest Dzieciątko. Tłem tej kompozycji jest eleganckie wnętrze gotyckiej budowli, o centralizującej formie, co zostało podkreślone filarem stojącym na osi środkowej obrazu.
- 6. ?
- 7. Gody w Kanie Galilejskiej. Chrystus został ukazany w momencie rozmowy z Marią, która siedzi wśród biesiadujących uczniów, zwracających się w stronę siedzącego po lewej stronie Zbawiciela. Wnętrze mieszczańskiego domu pogłębia biesiadną atmosferę. Postać nalewająca wodę do stągwi w swoim wyglądzie przypomina ówczesnego mieszczanina.

### Ołtarz zamknięty

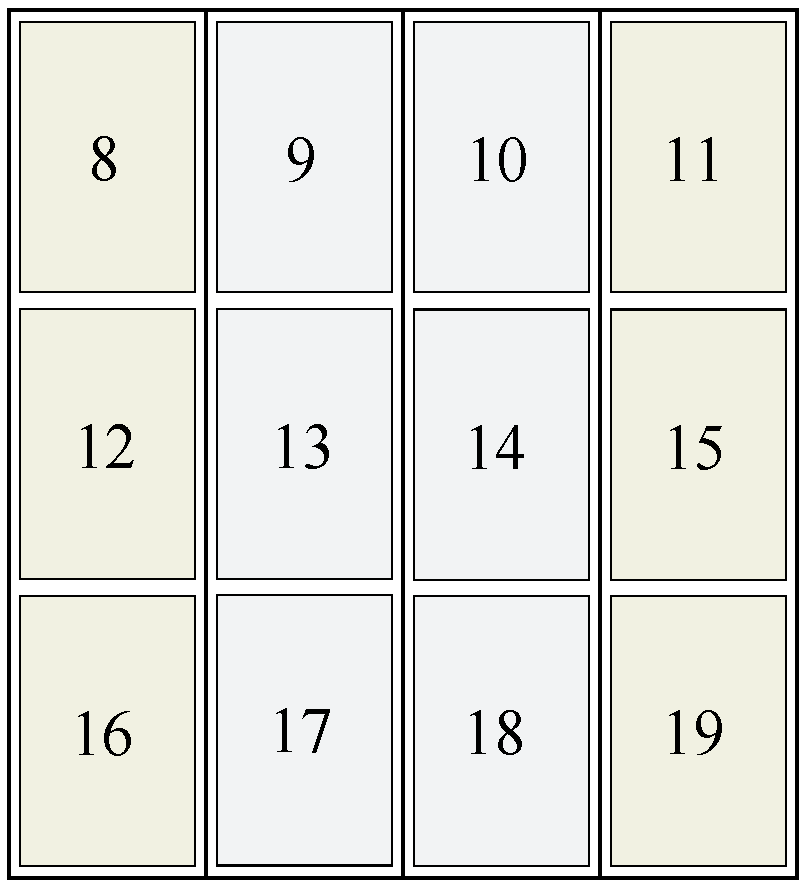
Rekonstrukcja ołtarza zamkniętego (według Jerzego Gadomskiego)

Rekonstrukcja ołtarza zamkniętego (według Jerzego Gadomskiego):
- 8. Wjazd do Jerozolimy. Po lewej stronie Chrystus jedzie na osiołku, za nim idą apostołowie, prawą część zajmuje brama do miasta, z której wychodzi tłum mieszkańców Jerozolimy w typowych dla XV-wiecznego mieszczaństwa strojach. Na ich twarzach nie widać entuzjazmu, ale zdziwienie. Artysta w sposób wysublimowany zilustrował zamkową architekturę obwarowań miasta.
- 9. Wypędzenie przekupniów ze świątyni. Scenę tę cechuje dynamizm, który nadają ukośnie ułożona ława z rozrzuconymi sakwami i monetami, wywrócony stół, uciekające zwierzęta, malownicza posadzka, oraz Jezus, który przegania chłostą grupę kupców. Szczegółowo namalowany fragment gotyckiego kościoła wraz z typowymi dla gotyckiej architektury detalami – oknami z maswerkami, portalem kruchty z czołgankami i kwiatonem w kluczu oraz przyporami sugeruje, iż Chrystus opróżnił świątynię, a artysta przeniósł ten epizod na zewnątrz.
- 10. Umywanie nóg w Wieczerniku. Pośrodku kompozycji klęczy Chrystus umywający nogi uczniom. Większość z nich siedzi w zwartym rzędzie wewnątrz budynku, z którego okien rozpościera się widok na malowniczy pagórkowy krajobraz.
- 11. Chrystus w Ogrojcu Kompozycja tego obrazu dzieli się wyraźnie na dwa plany. Na pierwszym planie umiejscowiony jest poruszony modlitwą Jezus, a obok niego śpiący apostołowie: Piotr, Jan Ewangelista oraz Jakub Starszy. Po lewej stronie ukazuje się Jezusowi anioł. Skalisty ogród emanuje bogactwem roślinności, którą artysta oddał niemalże w studyjny sposób. Pośrodku na skale stoi kielich z krzyżem zapowiadający zbawczą śmierć Chrystusa. Na drugim planie ukazana jest zwarta rzesza żołnierzy prowadzona przez Judasza, z których jeden wyraźnie wskazuje na cel ich wyprawy.
- 12. Pojmanie Chrystusa. Ta pełna dramatyzmu scena zawiera na dalszym planie wątek pocałunku Judasza. Chrystus jest otoczony przez tłum żołnierzy. Na pierwszym planie Święty Piotr walczy z Malchusem.
- 13. Chrystus przed Kajfaszem. Artysta zwraca uwagę na motywy gotyckiej architektury, czego przykładami są balkon z trójbocznym wykuszem, czy okna, w których można dostrzec gomółki. Natomiast żołnierze prowadzący Jezusa to średniowieczni rycerze. Zwraca uwagę wnikliwa obserwacja XV-wiecznego uzbrojenia.
- 14. Chrystus przed Piłatem. W swoim wyglądzie scena ta jest niemal kopią poprzedniej, co szczególnie jest widoczne w przedstawieniu Jezusa.
- 15. Naigrawanie. W tym obrazie została przedstawiona grupa złoczyńców, która bezlitośnie bije, wyszydza i szarpie samotnego Chrystusa. Ich twarze są mocno powykrzywiane, szpetne, niemalże groteskowe. Od strony plastycznej w tym obrazie widać niezrealizowane w pełni poprawnie dążenie artysty do osiągnięcia perspektywy, co widać szczególnie w układzie posadzki.
- 16. Koronowanie cierniem. Jest to ostatnia zachowana scena pasyjna tego poliptyku. Trzy ostatnie nie zachowały się, a przypuszczać można, iż kontynuowały narrację Pasji. Koronowanie cierniem jest kontynuacją Naigrawania, jeśli chodzi o dramatyzm sceny oraz twarze złoczyńców. W celu urozmaicenia kompozycji artysta zamyka scenę w arkadzie z trójlistnym łukiem. Tło, które tworzy gotyckie wnętrze, w przeciwieństwie do Naigrawania zostało przysłonięte przez postacie.
- 17 ?
- 18 ?
- 19 ?

## Analiza i interpretacja
Jest to pierwszy znany na terenie Małopolski poliptyk. Jest to zarazem najwcześniejsze dzieło z tego regionu, którego autor jest znany z imienia. Zawiera on wątki św. Anny, życia Marii i dzieciństwa Chrystusa, sceny z działalności Chrystusa oraz obszerny cykl ilustrujący Pasję. Zachowane obrazy cechuje zróżnicowanie w skali siły wyrazu. Sceny Zwiastowania Annie oraz Modlitwy w Ogrójcu emanują liryzmem. Ponadto te sceny poświadczają wrażliwość artysty na przyrodę i zjawiska natury. Z kolei Wypędzenie przekupniów ze świątyni i Naigrawanie cechują dramatyzm, dynamizm, który buduje gwałtowny ruch postaci, oraz liczne diagonalne linie ścian budynku, przedmiotów, bądź układu posadzki. Natomiast scena Pokłonu Trzech Króli jest przesycona splendorem i dostojeństwem oraz bogactwem dworskości. Monotonia i uproszczona kompozycja cechują Gody w Kanie Galilejskiej oraz Umywanie nóg. Odmienny jest także poziom artystyczny poszczególnych obrazów, co może poświadczać udział w tworzeniu dzieła szerokiego grona pomocników.     
Sceny Zwiastowania Św. Annie i Prezentacji Marii w świątyni odzwierciedlają ówczesną postawę religijną. Od lat 60. XV stulecia przypada silny rozwój kultu Marii, a wiązało się to z ideami Marii Wniebowziętej i Niepokalanej rozbudzonymi przez uchwałę soboru w Bazylei. W konsekwencji zaczęto wprowadzać do ikonografii maryjnej cykle historyczne, do których wprowadzano wątek poświęcony św. Annie, wśród nich w typie znanym jako Anna Samotrzeć.